# ماریا بوریسوا
ماریا بوریسوا (روسی: Мария Олеговна Борисова؛ زادهٔ ۲۸ ژوئیهٔ ۱۹۹۷) ورزشکار واترپلو اهل روسیه است.
وی در مسابقات کشوری و بین‌المللی در مجموع برندهٔ ۱ مدال نقره، ۲ مدال برنز شده‌است.